# Lu Haodong
Lu Zhonggui, född 30 september 1868, död 7 november 1895, stilnamn Xianxiang, mer känd som Lu Haodong, var en kinesisk revolutionär som levde i den sena Qingdynastin. Han är mest känd för att ha designat det som senare blev Kuomintangs flagga och emblem och även kantonen för Republiken Kinas flagga.

## Biografi
Lu föddes i Shanghai men hans förfäders hem var i Xiangshan (nu Zhongshan), Guangdong. Han var vän med Sun Yat-sen och var involverad i aktiviteter för att störta Qingdynastin och upprätta en republik i Kina. 1895 grundade Lu "Revive China Society" i Hong Kong tillsammans med Sun Yat-sen. I oktober 1895 planerade de att iscensätta ett uppror i Guangzhou, men Qingregeringen fick nys om deras plan. Den 26 oktober förberedde Lu sig för att fly från Guangzhou, men bestämde sig för att återvända till sin verksamhetsbas i en kyrka i dagens Beijinglu, Yuexiu-distriktet för att bränna en förteckning med namnen på revolutionärerna och andra viktiga dokument. Han kunde inte fly i tid och arresterades tillsammans med andra revolutionärer av Qingregeringen.
Lu fördes till en yamen i Nanhai (nuvarande Nanhai-distriktet, Foshan, Guangdong) för förhör av länsdomaren Li Zhengyong (李徵庸), som agerade enligt instruktioner från Tan Zhonglin (譚鍾麟), vicekungen i Liangguang. När han vägrade att knäböja inför Li under förhör sa han: "Du är en begåvad ung man. Varför ville du hamna i problem som skulle kosta dig livet? Jag tycker synd om dig för att du inte värdesätter ditt liv." Lu svarade strängt, "Kina är ett stort land och det har den högsta befolkningen i världen, men det är fattigt och svagt eftersom Qingregeringen är auktoritär och inkompetent i sin utrikespolitik. Mina kamrater och jag planerade ursprungligen ett uppror med syftet att störta Qingregeringen och ersätta den med en ny republikansk regering. Jag hade för avsikt att döda en eller två personer som du som tjänar Qingregeringen. Nu när vår plan har misslyckats kan jag inte döda dig men du kan döda mig. Vad finns det att tycka synd om?"
Den amerikanska ambassaden i Guangzhou försökte rädda Lus liv genom att hävda att han var en översättare som arbetade på telegrafkontoret och inte var revolutionär. De kunde dock inte göra någonting när Li Zhengyong visade dem en bekännelse skriven av Lu själv. Lu, Zhu Guiquan (朱貴全), Qiu Si (邱四) och andra tillfångatagna revolutionärer avrättades den 7 november på order av Tan Zhonglin. Sun Yat-sen kallade Lu "den första personen i kinesisk historia som offrade sitt liv för en demokratisk revolution".
Lu är tillerkänd för att ha designat det som blev Kuomintangs partiflagga och emblem, och även senare kantonen för Republiken Kinas flagga.